# Sutton Lane Ends
Sutton Lane Ends – osada w Anglii, w hrabstwie ceremonialnym Cheshire, w dystrykcie (unitary authority) Cheshire East. Leży 53 km na wschód od miasta Chester i 235 km na północny zachód od Londynu. W 2001 miejscowość liczyła 2464 mieszkańców.